# Спортсмен року Швейцарії
Спортсмен року Швейцарії (нім. Sportler des Jahres der Schweiz) — нагорода, заснована швейцарською газетою «Sport» 1950 року, якою відзначаються найкращі спортсмени року Швейцарії. Після того, як видання було закрите у 1990-і роки, переможців тепер вибирають швейцарські журналісти спільно з телеглядачами. Результати їхнього голосування враховуються порівну при визначенні переможця, хоча більший вплив мають все ж глядачі. Так, коли у 2009 році журналісти обрали переможцем Роджера Федерера, а глядачі — Дідьє Кюша, нагороду віддали останньому. Аналогічний випадок стався у 2005 році, коли представники ЗМІ висловились за Федерера, а глядачі — за Томаса Люті.

## Історія
Перші 2 роки існування нагороди (1950-1952) вона вручалась лише одному спортсмену, з 1952 по 1970 рік нагородження проходило у двох номінаціях: індивідуальній (спортсмен, чи спортсменка) та командній. У 1971 році індивідуальна номінація була розділена на дві, окремо для чоловіків та жінок. У 1990 році було додано ще дві номінації: найкращий тренер та спортсмен з інвалідністю. У 2001 введено категорію «прорив року». У 2003 було вручено спеціальну «нагороду честі» Ферді Кюблеру (за видатні досягнення у велоспорті). Наразі є 6 постійних номінацій (спортсмен, спортсменка, команда, тренер, прорив року та спортсмен з інвалідністю), які вручаються щороку, та одна непостійна (нагорода честі).

## Переможці
| Рік  | Спортсмен    | Спортсмен      |
| Рік  | Ім'я         | Вид спорту     |
| ---- | ------------ | -------------- |
| 1950 | Армін Шойрер | Легка атлетика |
| 1951 | Гуго Коблет  | Велоспорт      |

| Рік  | Спортсмен          | Спортсмен            | Команда                                                  | Команда              |
| Рік  | Ім'я               | Вид спорту           | Назва                                                    | Вид спорту           |
| ---- | ------------------ | -------------------- | -------------------------------------------------------- | -------------------- |
| 1952 | Йозеф Сталдер      | Спортивна гімнастика | Експедиція на Еверест                                    | Альпінізм            |
| 1953 | Альфред Біккель    | Футбол               | EHC Arosa                                                | Хокей                |
| 1954 | Іда Шепфер         | Гірськолижний спорт  | двійка Штребель/Шрівер                                   | Веслування           |
| 1955 | Ганс Фрішкнехт     | Стрільба             | BTV Luzern                                               | Спортивна гімнастика |
| 1956 | Маделейн Берто     | Гірськолижний спорт  | Експедиція на Еверест                                    | Альпінізм            |
| 1957 | Вальтер Чуді       | Легка атлетика       | Янг Бойз                                                 | Футбол               |
| 1958 | Крістіан Веглі     | Легка атлетика       | Лижний клуб Ле Брассус                                   | Лижні перегони       |
| 1959 | Ернст Фів'ян       | Спортивна гімнастика | четвірка Шеллер/Коттман/Есс/Струелі                      | Веслування           |
| 1960 | Бруно Галлікер     | Легка атлетика       | Естафета 4×100 метрів                                    | Легка атлетика       |
| 1961 | Жерар Баррас       | Легка атлетика       | Збірна Швейцарії                                         | Футбол               |
| 1962 | Адольф Матіс       | Гірськолижний спорт  | Естафета 4×100 метрів                                    | Легка атлетика       |
| 1963 | Август Голленштейн | Стрілецький спорт    | Збірна Швейцарії                                         | Стрілецький спорт    |
| 1964 | Анрі Шаммартен     | Виїздка              | Збірна Швейцарії                                         | Виїздка              |
| 1965 | Урс фон Вартбург   | Легка атлетика       | двійка Бюрже/Студах                                      | Веслування           |
| 1966 | Мета Антенен       | Легка атлетика       | Грассгоппер                                              | Футбол               |
| 1967 | Вернер Дюттвейлер  | Легка атлетика       | Збірна Швейцарії                                         | Футбол               |
| 1968 | Йозеф Гас          | Лижні перегони       | олімпійська четвірка Асвальд/Васер/Боллігер/Гроб/Фрьоліх | Веслування           |
| 1969 | Філіп Клерк        | Легка атлетика       | команда у складі Бюркі/Фукс/Губшмід/Курманн              | Велоспорт            |
| 1970 | Бернард Руссі      | Гірськолижний спорт  | Збірна Швейцарії                                         | Спортивна гімнастика |

| Рік  | Спортсмен         | Спортсмен           | Спортсменка            | Спортсменка         | Команда                                                 | Команда                        |
| Рік  | Ім'я              | Вид спорту          | Ім'я                   | Вид спорту          | Назва                                                   | Вид спорту                     |
| ---- | ----------------- | ------------------- | ---------------------- | ------------------- | ------------------------------------------------------- | ------------------------------ |
| 1971 | Йо Зіфферт        | Автомобільні гонки  | Мате Антенен           | Легка атлетика      | Командна четвірка                                       | Бобслей                        |
| 1972 | Бернард Руссі     | Гірськолижний спорт | Марі-Терез Надіг       | Гірськолижний спорт | Естафета 4х10 км                                        | Лижні перегони                 |
| 1973 | Вернер Дьоссеггер | Легка атлетика      | Карін Ітен             | Фігурне катання     | Командна четвірка                                       | Бобслей                        |
| 1974 | Клей Регаццоні    | Автомобільні гонки  | Ліз-Марі Морерод       | Гірськолижний спорт | Збірна Швейцарії                                        | Керлінг                        |
| 1975 | Рольф Бернгард    | Легка атлетика      | Ліз-Марі Морерод       | Гірськолижний спорт | Командна четвірка                                       | Бобслей                        |
| 1976 | Хейні Хеммі       | Гірськолижний спорт | Крістін Стюккельбергер | Виїздка             | Національна збірна                                      | Спорт для людей з інвалідністю |
| 1977 | Мішель Бройле     | Важка атлетика      | Ліз-Марі Морерод       | Гірськолижний спорт | Збірна Швейцарії                                        | Фехтування                     |
| 1978 | Маркус Ріффель    | Легка атлетика      | Корнелія Бюркі         | Легка атлетика      | Національна чоловіча збірна                             | Гандбол                        |
| 1979 | Петер Люшер       | Гірськолижний спорт | Деніс Бієлльманн       | Фігурне катання     | Національна чоловіча збірна                             | Гандбол                        |
| 1980 | Роберт Ділл-Бунді | Велоспорт           | Рут Келлер             | Стрибки на батуті   | двійка у складі Шерер/Бенц                              | Бобслей                        |
| 1981 | Роланд Далхаузер  | Легка атлетика      | Деніс Бієлльманн       | Фігурне катання     | Національна збірна                                      | Гірськолижний спорт            |
| 1982 | Урс Фреулер       | Велоспорт           | Еріка Гесс             | Гірськолижний спорт | четвірка без стернового Нетцле/Трюмплер/Вейтнауер/Сайле | Веслування                     |
| 1983 | Урс Фреулер       | Велоспорт           | Доріс де Агостіні      | Гірськолижний спорт | командна четвірка                                       | Велоспорт                      |
| 1984 | Етьєн Дагон       | Спортивне плавання  | Мікела Фіджині         | Гірськолижний спорт | командна четвірка                                       | Велоспорт                      |
| 1985 | Пірмін Цурбрігген | Гірськолижний спорт | Мікела Фіджині         | Гірськолижний спорт | Національна збірна                                      | Гірськолижний спорт            |
| 1986 | Вернер Гюнтер     | Легка атлетика      | Марія Валлізер         | Гірськолижний спорт | Національна збірна                                      | Хокей                          |
| 1987 | Вернер Гюнтер     | Легка атлетика      | Марія Валлізер         | Гірськолижний спорт | ГК Амічітія Цюрих                                       | Гандбол                        |
| 1988 | Іпполіт Кемпф     | Лижне двоборство    | Френі Шнайдер          | Гірськолижний спорт | двійка Боденманн/Шверцманн                              | Веслування                     |
| 1989 | Тоні Ромінгер     | Велоспорт           | Френі Шнайдер          | Гірськолижний спорт | команда з Густавом Ведером                              | Веслування                     |

| Рік  | Спортсмен            | Спортсмен            | Спортсменка      | Спортсменка         | Команда                                              | Команда         | Спортсмен з інвалідністю | Спортсмен з інвалідністю | Тренер         | Тренер              |
| Рік  | Ім'я                 | Вид спорту           | Ім'я             | Вид спорту          | Назва                                                | Вид спорту      | Ім'я                     | Вид спорту               | Ім'я           | Вид спорту          |
| ---- | -------------------- | -------------------- | ---------------- | ------------------- | ---------------------------------------------------- | --------------- | ------------------------ | ------------------------ | -------------- | ------------------- |
| 1990 | Даніель Джубелліні   | Спортивна гімнастика | Аніта Протті     | Легка атлетика      | команда з Густавом Ведером                           | Бобслей         | Франц Нітліспах          | Інвалідна атлетика       | Сімон Шенк     | Хокей               |
| 1991 | Вернер Гюнтер        | Легка атлетика       | Френі Шнайдер    | Гірськолижний спорт | Збірна Швейцарії                                     | Футбол          | Франц Нітліспах          | Інвалідна атлетика       | Карл Фрехснер  | Гірськолижний спорт |
| 1992 | Тоні Ромінгер        | Велоспорт            | Конні Кісслінг   | Фристайл            | Команда у Кубку Девіса                               | Теніс           | Хайнц Фрай               | Інвалідна атлетика       | Білл Галліган  | Хокей               |
| 1993 | Тоні Ромінгер        | Велоспорт            | Мануела Малеєва  | Теніс               | Збірна Швейцарії                                     | Футбол          | Хайнц Фрай               | Інвалідна атлетика       | Рой Годжсон    | Футбол              |
| 1994 | Тоні Ромінгер        | Велоспорт            | Френі Шнайдер    | Гірськолижний спорт | Збірна Швейцарії                                     | Футбол          | Франц Нітліспах          | Інвалідна атлетика       | Петер Шльопфер | Легка атлетика      |
| 1995 | Лі Дунхуа            | Спортивна гімнастика | Френі Шнайдер    | Гірськолижний спорт | Збірна Швейцарії                                     | Футбол          | Хайнц Фрай               | Інвалідна атлетика       | Урс Мюхлеталер | Гандбол             |
| 1996 | Лі Дунхуа            | Спортивна гімнастика | Барбара Гееб     | Велоспорт           | двійка Майкл Гієр/Маркус Гієр                        | Веслування      | Хайнц Фрай               | Інвалідна атлетика       | Марті Айткен   | Веслування          |
| 1997 | Міхаель фон Грюніген | Гірськолижний спорт  | Мартіна Хінгіс   | Теніс               | команда з Рето Гьотчі                                | Бобслей         | Хайнц Фрай               | Інвалідна атлетика       | Мелані Молітор | Теніс               |
| 1998 | Оскар Камензінд      | Велоспорт            | Наташа Бадманн   | Тріатлон            | команда з Рето Гьотчі                                | Лозанна Олімпік | Хайнц Фрай               | Інвалідна атлетика       | Ральф Крюгер   | Хокей               |
| 1999 | Марсель Шельберт     | Легка атлетика       | Аніта Вейєрманн  | Легка атлетика      | Мартін Лаціга/Пауль Лаціга                           | Волейбол        | Хайнц Фрай               | Інвалідна атлетика       | Хайнц Гюнтхард | Тенніс              |
| 2000 | Андре Бюше           | Легка атлетика       | Брігітт Макмегон | Тріатлон            | Софі Ламон/Діана Романьйолі/Джіанна Хаблютцель-Буркі | Фехтування      | Лукас Крістен            | Легка атлетика           | Марсель Коллер | Футбол              |

| Рік  | Спортсмен   | Спортсмен           | Спортсменка    | Спортсменка         | Команда         | Команда            | Спортсмен з інвалідністю | Спортсмен з інвалідністю | Тренер        | Тренер              | Прорив          | Прорив     |
| Рік  | Ім'я        | Вид спорту          | Ім'я           | Вид спорту          | Назва           | Вид спорту         | Ім'я                     | Вид спорту               | Ім'я          | Вид спорту          | Ім'я            | Вид спорту |
| ---- | ----------- | ------------------- | -------------- | ------------------- | --------------- | ------------------ | ------------------------ | ------------------------ | ------------- | ------------------- | --------------- | ---------- |
| 2001 | Андре Бюше  | Легка атлетика      | Соня Неф       | Гірськолижний спорт | Sauber-Petronas | Автомобільні гонки | Едіт Вольф-Хункелер      | Інвалідна атлетика       | Енді Фьогтлі  | Легка атлетика      | Нікола Шпіріг   | Тріатлон   |
| 2002 | Симон Амман | Стрибки з трампліна | Наташа Бадманн | Тріатлон            | ФК Базель       | Футбол             | Едіт Вольф-Хункелер      | Інвалідна атлетика       | Берні Шьодлер | Стрибки з трампліна | Міріям Казанова | Теніс      |

| Рік  | Спортсмен         | Спортсмен           | Спортсменка        | Спортсменка            | Команда                           | Команда          | Спортсмен з інвалідністю | Спортсмен з інвалідністю | Тренер            | Тренер                 | Прорив             | Прорив               | Нагорода честі        | Нагорода честі      |
| Рік  | Ім'я              | Вид спорту          | Ім'я               | Вид спорту             | Назва                             | Вид спорту       | Ім'я                     | Вид спорту               | Ім'я              | Вид спорту             | Ім'я               | Вид спорту           | Ім'я                  | Вид спорту          |
| ---- | ----------------- | ------------------- | ------------------ | ---------------------- | --------------------------------- | ---------------- | ------------------------ | ------------------------ | ----------------- | ---------------------- | ------------------ | -------------------- | --------------------- | ------------------- |
| 2003 | Роджер Федерер    | Теніс               | Сімон Нігглі-Людер | Спортивне орієнтування | Team Alinghi                      | Вітрильний спорт | Едіт Вольф-Хункелер      | Інвалідна атлетика       | Ірен Мюллер-Буше  | Спортивне орієнтування | Томас Люті         | Мотоспорт            | Ферді Кюблер          | Велоспорт           |
| 2004 | Роджер Федерер    | Теніс               | Карін Тюріґ        | Велоспорт              | Гуше/Кобель                       | Пляжний волейбол | Урс Коллі                | Легка атлетика           | Рольф Каліх       | Фехтування             | Марсель Хуг        | Інвалідна атлетика   |                       |                     |
| 2005 | Томас Люті        | Мотоспорт           | Сімон Нігглі-Людер | Спортивне орієнтування | Збірна Швейцарії                  | Футбол           | Едіт Вольф-Хункелер      | Інвалідна атлетика       | Якоб Кун          | Футбол                 | Йонас Гіллер       | Хокей                | Петер Заубер          | Автомобільний спорт |
| 2006 | Роджер Федерер    | Теніс               | Таня Фрейден       | Сноубординг            | Збірна Швейцарії                  | Футбол           | Едіт Вольф-Хункелер      | Інвалідна атлетика       | Якоб Кун          | Футбол                 | Йоган Джуру        | Футбол               |                       |                     |
| 2007 | Роджер Федерер    | Теніс               | Сімон Нігглі-Людер | Спортивне орієнтування | Team Alinghi                      | Вітрильний спорт | Едіт Вольф-Хункелер      | Інвалідна атлетика       | Арно Дель Курто   | Хокей                  | Табо Сефолоша      | Баскетбол            | Адольф Огі            |                     |
| 2008 | Фаб'ян Канчеллара | Велоспорт           | Аріелла Кеслін     | Спортивна гімнастика   | Федерер/Вавринка                  | Теніс            | Хайнц Фрай               | Інвалідна атлетика       | Лео Хелд          | Дзюдо                  | Лара Гут           | Гірськолижний спорт  |                       |                     |
| 2009 | Дідьє Кюш         | Гірськолижний спорт | Аріелла Кеслін     | Спортивна гімнастика   | ЦСК Лайонс                        | Хокей            | Хайнц Фрай               | Інвалідна атлетика       | Фредрік Аукланд   | Лижні перегони         | Даріо Колонья      | Лижні перегони       | Юнацька збірна (U-17) | Футбол              |
| 2010 | Симон Амман       | Стрибки з трампліна | Аріелла Кеслін     | Спортивна гімнастика   | Юнацька збірна (U-17)             | Футбол           | Крістоф Кюнц             | Моноскібоб               | Дані Райзер       | Футбол                 | Міхаель Шмід       | Фристайл             |                       |                     |
| 2011 | Дідьє Кюш         | Гірськолижний спорт | Сара Майєр         | Фігурне катання        | Молодіжна збірна                  | Футбол           | Марсель Хуг              | Інвалідна атлетика       | Арно Дель Курто   | Хокей                  | Джулія Штейнгрубер | Спортивна гімнастика |                       |                     |
| 2012 | Роджер Федерер    | Теніс               | Нікола Шпіріг      | Тріатлон               | ФК Базель                         | Футбол           | Едіт Вольф-Хункелер      | Інвалідна атлетика       | Роберто Ді Маттео | Футбол                 | Беньямін Веґер     | Біатлон              |                       |                     |
| 2013 | Даріо Колонья     | Лижні перегони      | Джулія Штейнгрубер | Спортивна гімнастика   | Національна збірна                | Хокей            | Марсель Хуг              | Інвалідна атлетика       | Шон Сімпсон       | Хокей                  | Белінда Бенчич     | Теніс                |                       |                     |
| 2014 | Роджер Федерер    | Теніс               | Домінік Гізін      | Гірськолижний спорт    | Національна збірна у Кубку Девіса | Теніс            | Марсель Хуг              | Інвалідна атлетика       | Гурі Хетланд      | Лижні перегони         | Карім Хуссейн      | Легка атлетика       |                       |                     |